# Xã Pine B, Quận Stone, Missouri
Xã Pine B (tiếng Anh: Pine B Township) là một xã thuộc quận Stone, tiểu bang Missouri, Hoa Kỳ. Năm 2010, dân số của xã này là 2.086 người.